# Ndama River
Ndama River är ett vattendrag i Fiji.   Det ligger i divisionen Norra divisionen, i den nordöstra delen av landet, 140 km norr om huvudstaden Suva. Ndama River ligger på ön Vanua Levu.